# 中村八坂神社祇園祭
中村八坂神社祇園祭（なかむらやさかじんじゃぎおんまつり）は掛川市の中地区で10月の第1土曜日、日曜日に行われる祭典。

## 解説
約900年以上も前から行われている。
2日目の本祭では獅子舞や天狗などの祭礼行事も行われる。
京都の祇園祭を忠実に伝承していることが評価され静岡県無形民俗文化財に指定された。